# Alekszandr Grigorjevics Zarhi
Alekszandr Grigorjevics Zarhi (oroszul: Александр Григорьевич Зархи; Szentpétervár, 1908. február 18. – Moszkva, 1997. január 27.) orosz szovjet forgatókönyvíró, filmrendező.

## Életpályája
Az akkori főváros, Szentpétervár külvárosában született; sokgyermekes családban, apa nélkül nevelkedett. 1925–1927 között a leningrádi filmművészeti technikumban, utána a helyi proletkult filmrészlegénél tanult.
Indulásától kezdve bő húsz éven át a Szovkino, majd az ebből alakított Lenfilm munkatársaként Joszif Hejficcel közösen készítették filmjeiket. 

### Önálló rendezőként
1951-ben elváltak útjaik. Az 1950-es évek elejét a Szovjetunióban a művészeti élet teljes megmerevedése jellemezte, amikor már az is eredménynek számított, ha egy rendező filmkészítésre megbízást kapott. Zarhi a minszki filmstúdióban készített két filmet belarusz népi témákból, ezek egyike a „belarusz Lúdas Matyi” története volt (Furfangos Nyesztyerka); utána a Moszfilm Stúdió munkatársa lett.
Önálló rendezőként az Egymásra találtak című színes filmjével (1957) aratott jelentős sikert. Az Egymásra találtak igazi szocialista realista alkotás, mely a hruscsovi úgynevezett „olvadás” korának bizakodó hangját árasztja és morális megtisztulásra, a munkában bátor kezdeményezésre buzdít. Színhelye egy kohászati kombinát építkezése, ahol egy megkérgesedett munkásnő (Inna Makarova alakítja) látszólag ellenáll udvarlójának, a munka gyorsításáért veszélyt is vállaló szerelőnek (Nyikolaj Ribnyikov alakítja), ám közben legyőzi saját gyengeségeit, abbahagyja az ivást, „megváltozik”, végül férjhez megy szerelméhez. Az optimista hangvételű, egyszerű történetet a külső helyszínek és a szereplők hiteles játéka teszik életszerűvé.
Ezután újabb hasonló, korabeli munkáskörnyezetben játszódó filmeket vártak el a rendezőtől. Következő filmjének cselekménye egy szibériai híd szerelési munkálatai körül bonyolódik A Csillagos jegy (1962) moszkvai fiatalok észtországi hely- és munkakereséséről szól, akik végül szintén „megjavulva” utaznak haza Moszkvába. A tanmese jelleghez járul „a dilettáns színészi játék, ami teljesen elviselhetetlenné teszi az élet szépségeit dicsérő szólamokat.”
Önálló rendezőként Zarhi legismertebb alkotása az Anna Karenina, Lev Tolsztoj regényének filmváltozata.
Ugyanekkor forgatta Szergej Bondarcsuk a másik nagy Tolsztoj-regény filmváltozatát, a Háború és békét. A szovjet kultúrpolitika igényelte a korábbi nyugati Tolsztoj-adaptációkat felülmúló, színvonalas orosz filmfeldolgozások elkészítését.
Az Anna Karenina parádés szereposztásban készült. A címszerepet Tatyjana Szamojlova, Vronszkijt, Anna Karenina regénybeli szerelmét a színésznő korábbi férje, Vaszilij Lanovoj játszotta. Központi szerepet kapott mások mellett Nyikolaj Gricenko (Karenin), Ija Szavvina (Dolly), Anasztaszija Vertyinszkaja (Kitty) és Jurij Jakovlev (Sztyiva Oblonszkij) is. Bár a film a regénynek inkább csak a szerelmi vonalát emelte ki, belföldön és külföldön egyaránt sikerrel vetítették.
Zarhi utolsó filmjét a szovjet állam első külügyi népbiztosáról (1918–1929), Georgij Vasziljevics Csicserinről készítette.

## Filmek
- 1928 – Dal a fémről – (Песнь о металле) – (Rövidfilm. Társrendező Joszif Hejficcel)
- 1930 – Arcomba fúj a szél (Ветер в лицо) – (Társrendező Joszif Hejficcel)
- 1931 – Délben (Полдень) – (Társrendező Joszif Hejficcel)
- 1933 – Az én hazám (Моя Родина) – (Társrendező Joszif Hejficcel)
- 1935 – Forró napok (Горячие денёчки) – (Társrendező Joszif Hejficcel)
- 1936 – Viharos alkonyat (Депутат Балтики) – (Társrendező Joszif Hejficcel)
- 1939 – A kormány tagja (Член правительства) – (Társrendező Joszif Hejficcel)
- 1942 – Szuhe-Bator (Его зовут Сухэ-Батор) – (Taskent, Mongolkino, Lenfilm. Társrendező Joszif Hejficcel)
- 1944 – Szevasztopol hősei (Малахов курган) – (Tbiliszi stúdió.Társrendező Joszif Hejficcel és Sz. Gyerevjanszkijjal)
- 1946 – Az élet nevében (Во имя жизни) – (Lenfilm Stúdió. Társrendező Joszif Hejficcel)
- 1948 – Boldog aratás (Драгоценные зёрна) – (Lenfilm Stúdió. Társrendező Joszif Hejficcel)
- 1950 – Baku fényei (Огни Баку) – (Társrendező Joszif Hejficcel és R. Tahmaszibbal. Bakui stúdió; bemutató: 1958)
- 1952 – A póruljárt kérő (Павлинка) – (Belaruszfilm; a belarusz színház előadása filmre felvéve)
- 1955 – Furfangos Nyesztyerka (Нестерка) – (Belaruszfilm; a belarusz folklór népi alakjáról)
- 1957 – Egymásra találtak (Высота) – (Moszfilm Stúdió)
- 1959 – Emberek a hídon (Люди на мосту) – (Moszfilm Stúdió) мостостроительного
- 1962 – Csillagos jegy (Мой младший брат) – (Vaszilij Akszjonov Csillagos jegy című műve nyomán)
- 1967 – Anna Karenina, 1–2. rész (Анна Каренина) – (Forgatókönyvíró is, V. Katanyannal)
- 1973 – Városok és évek 1–2. rész (Города и годы) – (Moszfilm–DEFA produkció. Konsztantyin Fegyin regénye alapján; forgatókönyvíró is, V. Valuckijjal)
- 1976 – Elbeszélés egy ismeretlen színész (Повесть о неизвестном актёре) – (Forgatókönyvíró is, V. Valuckijjal)
- 1980 – Huszonhat nap Dosztojevszkij életéből (Двадцать шесть дней из жизни Достоевского)
- 1986 – Csicserin (Чичерин) – (Társrendező és társíró: V. Loginov)